# Sueras
Sueras település Spanyolországban, Castellón tartományban. Sueras Alcúdia de Veo, Ayódar, Fanzara, Tales és Villamalur községekkel határos. Lakosainak száma 573 fő (2024).

## Népesség
A település népessége az elmúlt években az alábbi módon változott:
| Lakosok száma | 558  | 573  | 592  | 654  | 672  | 599  | 551  | 525  | 554  | 573  |
|               | 2001 | 2004 | 2006 | 2009 | 2011 | 2014 | 2016 | 2019 | 2021 | 2024 |